# 시저 게로미노
시저 프란시스코 게로미노 조릴라(César Francisco Gerónimo Zorrilla, 1948년 3월 11일 ~ )는 도미니카 공화국의 전 메이저 리그 베이스볼 선수이다.